# Myopsocus garcialdretei
Myopsocus garcialdretei (лат.) — вид сеноедов рода Myopsocus из семейства Myopsocidae. Южная Америка: Колумбия. Видовой эпитет посвящен памяти мексиканского энтомолога Альфонсо Нери Гарсии Альдрете (Alfonso Neri García Aldrete; умер 5 сентября 2022 года) в знак признания его важного вклада в таксономию неотропических сеноедов. Мелкие насекомые, длина переднего крыла около 3 мм (самцы) или около 4 мм (самки). Основная окраска тела коричневая. Относится к комплексу видов с фестончатым задним краем передних крыльев, но в отличие от них имеет переднее крыло без крупных гиалиновых участков в ячейках М1 и М2; гипандрий широко закругленный на вершине и фаллосома в основании узкая, со сросшимися боковыми стойками.